# Disa praecox
Disa praecox là một loài thực vật có hoa trong họ Lan. Loài này được (H.P.Linder) H.P.Linder mô tả khoa học đầu tiên năm 1999.